# Lepthoplosternum tordilho
Lepthoplosternum tordilho är en fiskart som beskrevs av Reis, 1997. Lepthoplosternum tordilho ingår i släktet Lepthoplosternum och familjen Callichthyidae. IUCN kategoriserar arten globalt som starkt hotad. Inga underarter finns listade i Catalogue of Life.